# Милотски Брег
Милотски Брег (хрв. Milotski Breg, итал. Montemillotti) је насељено место у општини Грачишће, Истарска жупанија, Хрватска.

## Историја
До територијалне реорганизације у Хрватској био је у саставу старе општине Пазин.

## Становништво
У попису становништва из 2011. године, Милотски Брег је имао 93 становника.
| Број становника према пописима | Број становника према пописима | Број становника према пописима | Број становника према пописима | Број становника према пописима | Број становника према пописима | Број становника према пописима | Број становника према пописима | Број становника према пописима | Број становника према пописима | Број становника према пописима | Број становника према пописима | Број становника према пописима | Број становника према пописима | Број становника према пописима | Број становника према пописима |
| ------------------------------ | ------------------------------ | ------------------------------ | ------------------------------ | ------------------------------ | ------------------------------ | ------------------------------ | ------------------------------ | ------------------------------ | ------------------------------ | ------------------------------ | ------------------------------ | ------------------------------ | ------------------------------ | ------------------------------ | ------------------------------ |
| 1857                           | 1869                           | 1880                           | 1890                           | 1900                           | 1910                           | 1921                           | 1931                           | 1948                           | 1953                           | 1961                           | 1971                           | 1981                           | 1991                           | 2001                           | 2011                           |
| 0                              | 0                              | 228                            | 248                            | 273                            | 309                            | 0                              | 0                              | 317                            | 300                            | 245                            | 185                            | 156                            | 123                            | 113                            | 93                             |

Напомена: Године 1857, 1869, 1921. и 1931. подаци су садржани у насељу Грачишће. Од 1880. до 1910. те од 1948. исказивано под именом Милотић-Брег. Садржи податке за некадашње насеље Јашићи које је од 1880. до 1910. и 1948. исказивано као насеље.